# Leonid Ludwik Słonimski

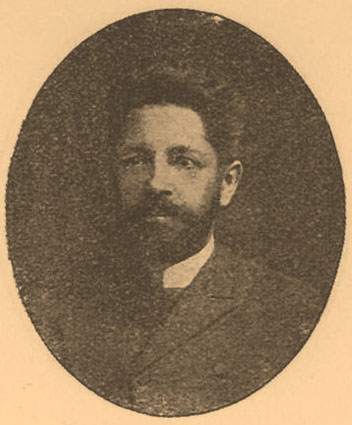
Leonid Ludwik Słonimski

Leonid Ludwik Słonimski (ros. Леонид-Людвиг Зиновьевич Слонимский; ur. 1 listopada 1849 w Warszawie, zm. 1918 w Piotrogrodzie) – polski prawnik żydowskiego pochodzenia, publicysta, syn Chaima Zeliga Słonimskiego (1810–1904), ojciec pisarzy rosyjskich Michaiła Słonimskiego (1897–1972) i Aleksandra Słonimskiego (1881–1964) oraz muzykologa amerykańskiego Nicolasa Słonimskiego, dziadek kompozytora Siergieja Słonimskiego.
Uczęszczał do gimnazjum w Warszawie, potem w Żytomierzu, studiował prawo na Uniwersytecie Kijowskim. Publikował artykuły w rosyjskich czasopismach prawniczych i ekonomicznych. W 1898 uczestniczył w edycji rosyjskiej wersji Małego Słownika Encyklopedycznego Brockhausa-Efrona. Napisał wiele książek, przeważnie z dziedziny prawa. W wieku dorosłym zmienił wyznanie z mojżeszowego na prawosławne.